# Ivey
Ivey es una ciudad situada en el condado de Wilkinson, Georgia, Estados Unidos. Tiene una población estimada, a mediados de 2022, de 1020 habitantes.

## Demografía
Según el censo de 2000, en ese momento los ingresos medios de los hogares eran de $38,750 y los ingresos medios de las familias eran de $41,071. Los ingresos per cápita para la localidad eran de $16,710. Los hombres tenían ingresos medios por $31,083 frente a los $21,953 que percibían las mujeres.
De acuerdo con la estimación 2017-2021 de la Oficina del Censo, los ingresos medios de los hogares son de $36,042 y los ingresos medios de las familias son de $37,411.

## Geografía
La localidad está ubicada en las coordenadas 32°54′36″N 83°17′59″O / 32.91000, -83.29972 (32.909928, -83.299847).
Según la Oficina del Censo, tiene una superficie total de 7.81 km², de la cual 6.71 km² corresponden a tierra firme y 1.10 km² están cubiertos de agua.